# Stefan Hartung

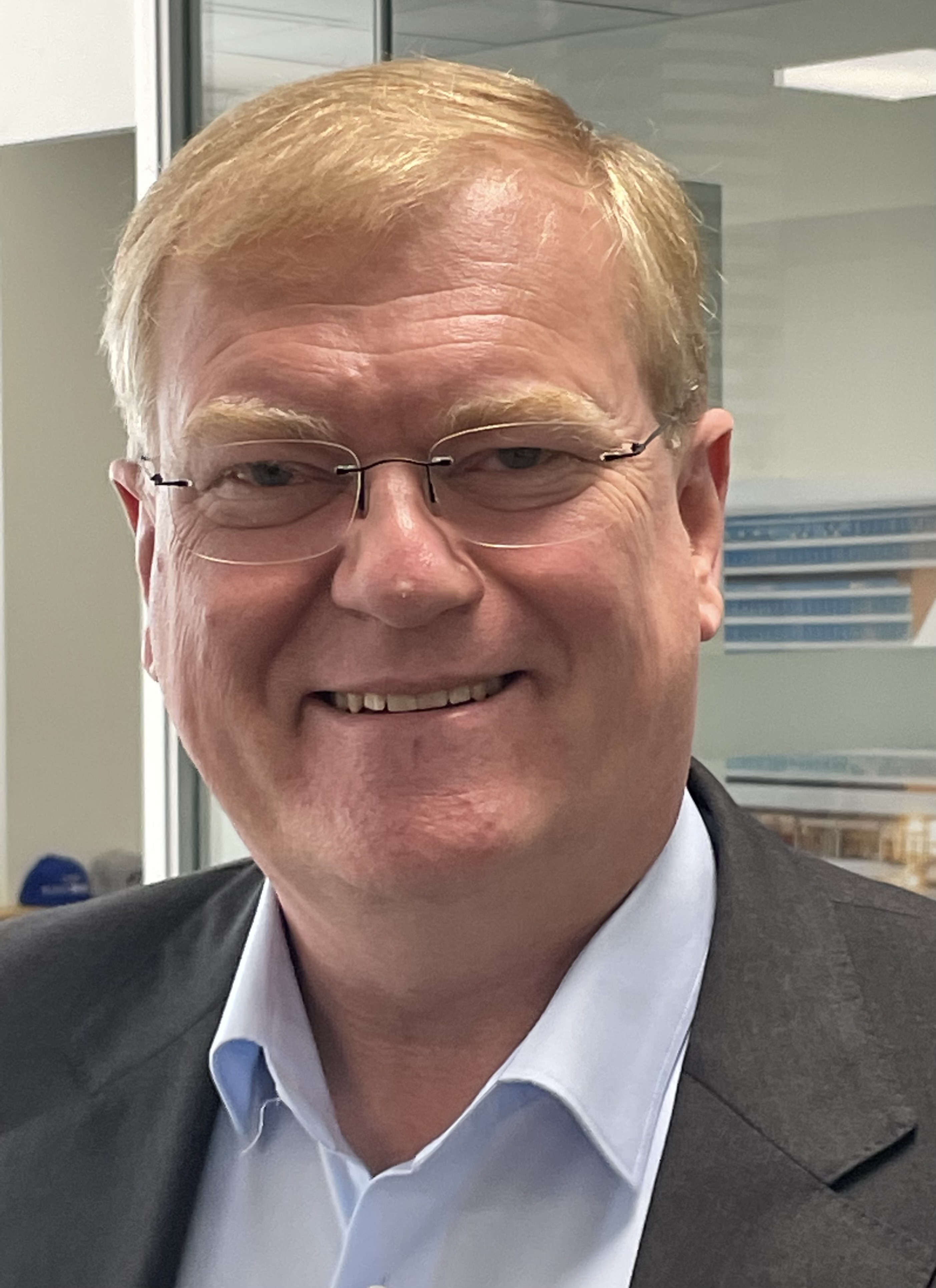
Stefan Hartung (2022)

Stefan Hartung (* 1966 in Dortmund) ist ein deutscher Manager. Er ist Vorsitzender der Geschäftsführung der Robert Bosch GmbH.

## Leben
Nach dem Abitur studierte Hartung Maschinenbau, Fachrichtung Fertigungstechnik, an der RWTH Aachen, wo er 1993 zu Methoden des Qualitätsmanagements in der Produktplanung und -entwicklung auch promovierte.
Nach dem Studium war Hartung zunächst bei der Fraunhofer-Gesellschaft und dann bei der Unternehmensberatung McKinsey & Company in Düsseldorf tätig.
Im Jahr 2004 trat Hartung als Bereichsleiter und Leiter des Produktmarketings für Geschirrspüler in die Bosch und Siemens Hausgeräte GmbH ein und wurde 2008 Bereichsvorstand Fertigung, Supply Chain und Asien für den Geschäftsbereich Elektrowerkzeuge (Power Tools) der Robert Bosch GmbH. Im darauffolgenden Jahr wurde er Vorsitzender des Bereichsvorstands im selben Geschäftsbereich.
Zum Januar 2013 wurde Hartung in die Geschäftsführung der Robert Bosch GmbH berufen und war unter anderem für die Unternehmensbereiche Energie- und Gebäudetechnik sowie Industrietechnik zuständig.
Von Januar 2019 bis Januar 2022 war er Vorsitzender des Unternehmensbereichs Kraftfahrzeugtechnik (Mobility Solutions) und hat, nach Ernennung im Juni 2021, zum 1. Januar 2022 den Vorsitz der Geschäftsführung der Robert Bosch GmbH sowie die Rolle als Gesellschafter der Robert Bosch Industrietreuhand KG von seinem Vorgänger Volkmar Denner übernommen.

## Persönliches
Hartung ist verheiratet, hat zwei Söhne und lebt mit seiner Familie in Ludwigsburg.

## Politisches Engagement
Hartung war auf Vorschlag der Grünen-Landtagsfraktion in Baden-Württemberg Mitglied der 17. Bundesversammlung.

## Schriften
- Methoden des Qualitätsmanagements für die Produktplanung und -entwicklung. Dissertation, RWTH Aachen, 1994.
- Kampf gegen Klimawandel: Technologie ist der entscheidende Hebel. In: Winfried Hermann (Hrsg.): Antriebswende. Strategien, Positionen und Meinungen zur neuen Mobilität. Molino Verlag, Schwäbisch Hall und Sindelfingen 2023, S. 127–136, ISBN 978-3-948696-51-1.